# Любовник (роман, 1984)
«Любовник» (фр. L'Amant) — автобиографический роман Маргерит Дюрас, опубликованный в 1984 году. Переведён на 43 языка, удостоен Гонкуровской премии (1984) и премии Ритц-Париж-Хемингуэй (1986). Экранизирован в 1992 году как «Любовник».

## История публикации
Первоначальное название — «Абсолютная фотография» (фр. La Photo absolue). Роман стал литературной сенсацией: тираж превысил 250 000 экземпляров до присуждения Гонкуровской премии и достиг 1,63 миллиона после. 
11 ноября 1984 года книга получила Гонкуровскую премию, опередив «Лето 36» Бертрана Пуаро-Дельпеша и «Дьявол в голове» Бернара-Анри Леви. Дюрас едва не отказалась от награды из-за травмы, связанной с провалом её предыдущего романа «Плотина против Тихого океана» в 1950 году.

## Сюжет
Действие происходит во Французском Индокитае 1929 года. 15-летняя безымянная героиня (прообраз Дюрас) возвращается на пароме через Меконг из Садека в Сайгон, где учится в пансионе. Её замечает 27-летний Китаец — наследник китайско-вьетнамского магната. Между ними завязывается роман. 
Ключевые элементы:
- Семейный конфликт: Героиня — дочь обедневшей вдовы с биполярным расстройством и сестра-жертва тираничного старшего брата.
- Романтика и власть: Мужчина, несмотря на искреннюю любовь, разрывает отношения под давлением отца.
- Отъезд: Героиня покидает Индокитай на деньги любовника. В финале — его телефонный звонок спустя годы: «Я люблю тебя до смерти»[3].

## Автобиографические параллели
Дюрас никогда не раскрывала имени возлюбленного, но в 1992 году подтвердила связь с Хюинь Тхуи Ле (1906–1990). После прихода к власти КПК (1949) он эмигрировал в США, где умер в 1990-м году, когда шли съёмки экранизации. История отражена в трёх её работах:
1. «Плотина против Тихого океана» (1950)
2. «Любовник» (1984)
3. «Любовник из Северного Китая» (1991) — альтернативная версия с элементами киносценария.

## Версии произведения
1. «Любовник» (1984): Повествование от первого лица без хронологии. 
2. «Любовник из Северного Китая» (1991): 
- Формат киносценария с диалогами.
- Отсутствие внутренних монологов.
- Добавлен юмор (например, сцена с подаренным коньяком).

3. Ивритское издание (1986): Уникальный фрагмент, продиктованный Дюрас переводчице Авиталь Инбар по телефону.
Перевод Барбары Брей (1986) получил премию Скотта Монкрифа и премию PEN/Книга месяца.

## Адаптации

### Кино
Роман был экранизирован Жан-Жаком Анно в 1992 году под названием «Любовник». Эта адаптация вызвала неодобрение Маргерит Дюрас. Частично именно поэтому в 1991 году она выпустила альтернативную версию — роман «Любовник из Северного Китая», содержащий детальные указания для потенциальной экранизации.
В ответ она написала «Любовника из Северного Китая» с детальными ремарками для «идеального фильма».

### Комикс
Адаптация мангаки Кан Такахамы (Rue de Sèvres, 2020). Для графического романа автор посетила Вьетнам по маршруту Дюрас и использовала архивные фото Сайгона 1920-х.